# Bataille de Falloujah (2013-2014)
Pour les articles homonymes, voir Bataille de Falloujah.
Seconde guerre civile irakienne
La bataille de Falloujah a lieu pendant la bataille d'Al-Anbar, lors de la seconde guerre civile irakienne. La ville est prise par les djihadistes de l'État islamique en Irak et au Levant et des rebelles sunnites.

## Prélude
La ville de Falloujah a été durement bombardée durant la guerre du Golfe (1991) et la guerre d'Irak (2003-2011). Elle a notamment été assiégée deux fois par les forces américaines en 2004 (voir bataille de Falloujah). L'invasion américaine de 2003 et la guerre qui a suivi ont complètement détruit le système politique et la cohésion sociale à l'intérieur de la ville. Les bombardements ont laissé une pollution (uranium appauvri, plomb, mercure) qui provoque de graves conséquences sanitaires dans la population. Pour les chercheurs, cela semble donc normal qu'une structure comme l'État islamique s'empare aisément de la ville.
De nouveaux troubles éclatent en décembre 2012, après l'arrestation de 120 gardes du corps de Rafa Al-Issaoui, ministre sunnite des finances. Ce dernier trouve refuge à Falloujah. Des milliers de sunnites manifestent (en) alors et se rassemblent sur un axe du carrefour routier reliant Falloujah à Bagdad. Un camp est établi, surnommé « place de la Dignité » par les manifestants qui réclament la libération des plusieurs milliers de prisonniers sunnites, l'égalité des droits et l'emploi. Le mouvement reçoit le soutien de chefs de tribus et de religieux chiites, et notamment de Moqtada al-Sadr. Cependant lorsque le premier ministre Nouri al-Maliki tente d'engager des réformes, celles-ci sont bloquées par d'autres députés chiites.
Les protestataires rassemblés dans le camp viennent cependant de différents mouvements politiques, les témoins observent la présence de drapeaux irakiens de l'époque de Saddam Hussein, d'autres d'après l'invasion, le drapeau syrien de l'Armée syrienne libre, mais aussi le drapeau noir des salafistes sont également relevés.
Malgré des heurts avec la police, les manifestations sont globalement pacifiques. Mais le 23 avril 2013, les forces de l'ordre lancent un assaut contre un campement de manifestants (en) non loin de Hawija, près de Tikrit, qui fait plus de 240 morts. Deux ministres sunnites — Mohammed Ali Tamim (ar) (Éducation) et Abdel Karim al-Samarraï (Sciences et Technologies) — démissionnent alors en guise de protestation.
La violence resurgit en décembre. Le 21 décembre 2013 quatre policiers sont tués par des insurgés à Falloujah. Le 28, le député sunnite Ahmed al-Alwani (ar) est arrêté à Ramadi. Son frère et six ou cinq de ses gardes du corps sont tués au cours de l'arrestation,.

## Déroulement
Les affrontements éclatent le 30 décembre 2013, lors du démantèlement du camp des protestataires que le gouvernement accuse d'être des partisans d'Al-Qaïda. Les protestataires, sunnites, reprochent de leur côté au premier ministre Nouri al-Maliki, chiite, la mise à l'écart de leur communauté. Les combats débutent à Ramadi et se portent rapidement jusqu'à Falloujah,,. À Falloujah, plusieurs groupes participent au combat ; l'État islamique en Irak et au Levant (EIIL) est le plus puissant, mais des combattants des tribus sunnites et des Baasistes de l'Armée des hommes de la Naqshbandiyya sont également impliqués.
Le 1er janvier, des djihadistes de l'EIIL profitent de la situation pour attaquer des postes de police. Les islamistes s'emparent de plusieurs dépôts d'armes et libèrent 101 détenus dans le commissariat de Falloujah. Des commissariats et véhicules militaires sont incendiés. Les combats ont alors fait au moins 13 morts,,.
Human Rights Watch rapporte des propos faisant état du manque de confiance des habitants de Faloujah envers le gouvernement central irakien : « Nous ne savons pas qui nous devons craindre le plus, al-Qaïda ou SWAT », a déclaré un habitant de Fallujah, faisant allusion à une unité des forces spéciales qui est chargée d'effectuer des opérations antiterroristes. « Pourquoi devrions-nous les aider à combattre al-Qaïda, sachant qu'ils s'en prendront à nous dès qu'ils en auront fini avec eux ». De même dans une autre vidéo analysée par l'ONG, un homme se présentant comme un dirigeant d'al-Qaïda demande à une foule de badauds à Ramadi: « Que sommes-nous censés faire quand l'armée viole nos femmes? Que sommes-nous censés faire quand ils emprisonnent nos femmes et nos enfants? ». Des protestataires pacifiques ont posé les mêmes questions aux autorités irakiennes lors de manifestations de masse qui ont commencé il y a plus d'un an, mais la promesse de Maliki de s'occuper de ce problème est restée lettre morte.
Le 2 janvier, les insurgés prennent le contrôle de plusieurs secteurs de la ville. Falloujah est bombardée dans la nuit du 3 au 4 et des combats y font au moins 8 morts et une trentaine de blessés. Le matin du 4 janvier, les services de sécurité irakiens annoncent que la ville de Falloujah est passée sous le contrôle total des djihadistes de l'État islamique en Irak et au Levant.  Environ 1 000 combattants insurgés y seraient présents. L'armée affirme cependant toujours tenir les abords de la ville.

## Suites
Les forces irakiennes encerclent Falloujah, à la date du 10 janvier, elles sont fortes de 20 000 hommes. Cependant le gouvernement n'ose lancer une offensive qui risque d'être très meurtrière, tant pour les militaires que pour les civils, et d'accroître irrémédiablement les tensions entre Chiites et Sunnites. Aussi le 6 janvier, le premier ministre Nouri al-Maliki demande en vain aux habitants de Falloujah de chasser de la ville les combattants djihadistes de l'EIIL.
Le 9 janvier, le gouvernement et les rebelles engagent des pourparlers. L'armée s'engage à ne pas lancer d'assaut sur Falloujah tant que dureront les négociations. Le 16 février, en visite à Ramadi, le premier ministre Nouri al-Maliki déclare que la stratégie des forces de l'ordre est d'isoler Falloujah et d'attendre que les insurgés n'aient plus de munitions.
La ville continue cependant d'être régulièrement bombardée. Le 4 mars, selon un médecin, une femme et deux enfants sont tués par un obus de mortier à Falloujah. Le 26 mars, quatre civils sont tués et sept autres sont blessés par des tirs d'artillerie. Le 11 avril, 6 civils sont tués et 24 blessés. Le 16 avril, 16 civils sont tués par des tirs de mortiers,. Le 26, selon un médecin de l'hôpital de Falloujah, deux personnes sont tuées et 20 blessées par des tirs d'artillerie dans plusieurs quartiers. Les 3 et 4 mai, des bombardements sur Falloujah font 11 morts et 4 blessés selon un médecin. Sept personnes sont tuées et 45 blessées par des bombardements sur Falloujah la nuit du 6 au 7 mai selon Ahmed Shami, médecin en chef du principal hôpital de la ville. Le 10 mai, huit personnes, dont deux enfants, sont tuées. Le 17 septembre, 12 civils sont tués à al-Sejar (ar).
Le 27 mai, Human Rights Watch affirme que les forces gouvernementales irakiennes ont « tiré des obus de mortier et mené d’autres attaques contre l'Hôpital général de Falloujah » et depuis le début du mois de mai, elles ont également « largué des barils d’explosifs sur des quartiers résidentiels de Falloujah et des zones voisines [...] ces attaques aveugles ont fait de nombreuses victimes civiles et forcé des milliers d'habitants à fuir leurs foyers ». HRW indique également que des militaires irakiens ont été exécutés après avoir été capturés par les rebelles, dont ceux de l'EIIL.
Les hommes de l'État islamique sont initialement bien accueillis par une partie des habitants de Falloujah. Afin de gagner le soutien des populations, les djihadistes distribuent de la nourriture et de l'argent aux habitants qui sont également libres de se rendre à Bagdad. Cependant le port du niqab et l'interdiction de fumer sont très rapidement imposés et au bout d'un an, les hommes de l'EI vont commencer à durcir leur comportement.

## Bilan humain
Le 7 mai 2014, Ahmed Shami, médecin en chef du principal hôpital de Falloujah, déclare que son établissement a comptabilisé 295 morts et 1 296 blessés entre le 30 décembre 2013 et le 7 mai 2014. Au début du mois de juin, il évoque plus de 350 morts.

### Vidéographies
- [vidéo] Extraits vidéos des combats à Falloujah par l'armée irakienne et par les rebelles

### Analyses
- Orient XXI : Al-Qaida contrôle-t-il Fallouja ?, par Feurat Alani.
- (fr) [vidéo] France 24 : Falloujah : là où tout a commencé pour l'EI, par Wassim Nasr.